# Cadia rubra
Cadia rubra är en ärtväxtart som beskrevs av René Viguier. Cadia rubra ingår i släktet Cadia och familjen ärtväxter. Inga underarter finns listade i Catalogue of Life.